# Соколово (Андреевское сельское поселение)
Соколово — деревня в Александровском районе Владимирской области России. Входит в Андреевское сельское поселение.

## География
Деревня расположена на берегу реки Киржач в 8 км на северо-запад от центра поселения села Андреевского и в 12 км на восток от города Александрова.

## История
В патриарших окладных книгах 1628 года отмечена церковь Вознесения Христова в селе Соколове. В 1726 году церковь была освящена вновь, потому что во время пожара одеяние с престола и жертвенника было снято. Существование церкви подтверждается в 1746 году и в ведомости о церквах 1799 года. В 1828 году вместо деревянной церкви построен был каменный храм с колокольней. Престолов в нем было два: в холодной во имя Вознесения Господня, в трапезе теплой во имя Казанской иконы Божьей Матери. Приход состоял из села Соколова и деревень Оксеновки, Вяльковки, Фофанки. В селе имелась школа грамоты. Учащихся в 1892-93 учебном году было 8 чел.. В годы советской Власти церковь была полностью разрушена.
В конце XIX — начале XX века село входило в состав Андреевской волости Александровского уезда. В 1905 году в селе числилось 49 дворов.
С 1929 года деревня входила в состав Ивано-Соболевского сельсовета Александровского района, позднее была в составе Елькинского сельсовета.

## Население
| 1859 | 1905 | 1926 | 2002 | 2010 | 2021 |
| ---- | ---- | ---- | ---- | ---- | ---- |
| 282  | ↘265 | ↗346 | ↘2   | ↘0   | ↗35  |

## Достопримечательности
Часовня Казанской иконы Божией Матери, построенная в 2005 году на месте бывшего храма